# Bucculatrix santolinella
Bucculatrix santolinella is een vlinder uit de familie ooglapmotten (Bucculatricidae). De wetenschappelijke naam is voor het eerst geldig gepubliceerd in 1898 door Walsingham.
De soort komt voor in Europa.